# نوک‌بزرگ یقه‌دار
نوک‌بزرگ یقه‌دار (نام علمی: Mycerobas affinis) گونه‌ای از سهره‌های خانواده (Fringillidae) است. محدوده آن نواحی شمالی شبه قاره هند، عمدتاً هیمالیا، همراه با برخی از مناطق مجاور را دربر می‌گیرد. در بوتان، هند، میانمار، نپال و تایلند یافت می‌شود. زیستگاه طبیعی آن جنگل‌های خزان‌دار یا مختلط کوهستانی است.